# هيلديمارو ليستا
هيلديمارو ليستا (مواليد 6 نوفمبر 1905) هو مبارز بالسيف أوروغواياني، مثّل بلاده في الألعاب الأولمبية الصيفية 1936.

## روابط رياضية
هيلديمارو ليستا على موقع أوليمبيديا (الإنجليزية)